# Liste der Fluggesellschaften im Südsudan

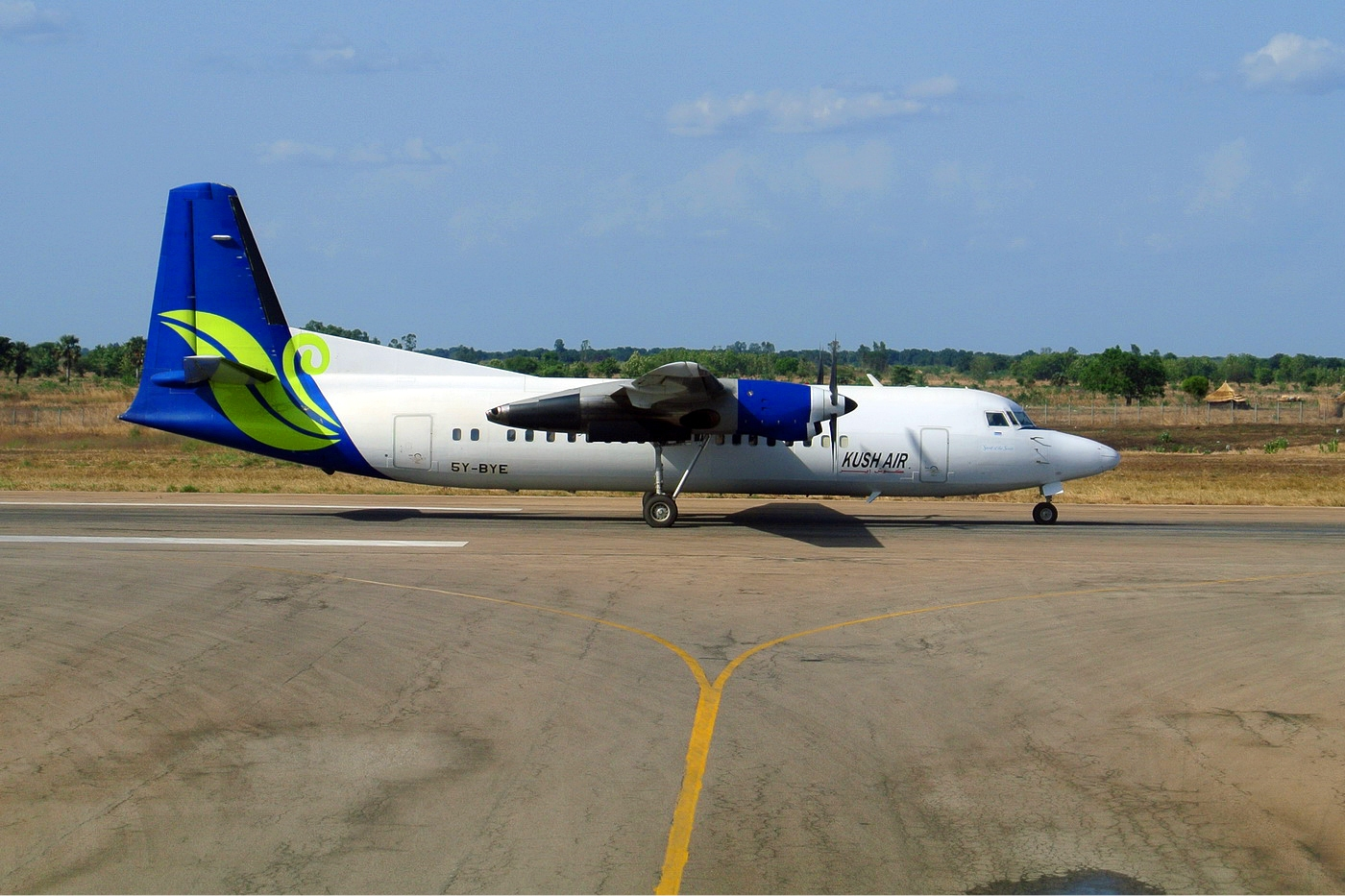
Maschine der Kush Air

Dies ist eine Liste der Fluggesellschaften im Südsudan, die bei der IATA oder ICAO registriert sind bzw. es waren.

## Aktuelle Fluggesellschaften
- Aberdair Aviation South Sudan
- Aloor Airlines (seit 2017)
- Golden Wings Aviation (seit 2014)
- Interstate Airways (seit 2012)
- Kush Air (seit 2010)
- Mission Aviation Fellowship von Südsudan (seit 1950)
- SAX-South Sudan (seit 2014)
- South Stone Airlines (seit 2016)
- South Sudan Supreme Airlines (seit 2016)
- Ultimate Air (seit 2005)

## Ehemalige Fluggesellschaften
- Feeder Airlines (2007–2013) > South Supreme Airlines
- Juba Air (2012)
- Southern Star Airlines (2011)
- Southern Sudan Airlines  (2005–2006)
- South Sudan Air Connection
- South Supreme Airlines (2013–2015)